# جيف غوف
جيف غوف (بالإنجليزية: Jeff Gove)‏ هو لاعب غولف أمريكي، ولد في 28 مايو 1971 في سياتل في الولايات المتحدة.

## وصلات خارجية
- جيف غوف على موقع رابطة لاعبي الغولف المحترفين (الإنجليزية)